# Eugen von Zimmerer
Eugen Ritter von Zimmerer, né le 24 novembre 1843 à Germersheim et mort le 10 mars 1918 à Francfort-sur-le-Main est un administrateur colonial allemand qui est gouverneur du Kamerun.

## Biographie
Zimmerer, fils d'un officier bavarois, fréquente le lycée Christian-Ernest (de) à partir de 1861. Après son baccalauréat, il étudie le droit à l'université Julius-Maximilian de Würzburg et à l'université Ruprecht-Karls de Heidelberg. En 1862, il est reçu dans le Corps Bavaria Würzburg (de). Il commence sa carrière professionnelle en tant qu'avocat au tribunal de district de Bayreuth. En 1874, il devient substitut du procureur auprès du tribunal de district de Straubing, en 1876 assesseur du tribunal de grande instance de Starnberg, en 1878, il est IIe substitut du procureur auprès du tribunal de grande instance de Bayreuth, Procureur au tribunal de district de Bayreuth, en 1879, Procureur au tribunal de grande instance de Munich I et, en 1886, conseiller du tribunal de grande instance.
En 1887, Zimmerer se lance dans la carrière coloniale et devient tout d'abord chancelier provisoire et gouverneur adjoint du Cameroun. En tant que tel, il est envoyé en 1887 par le gouverneur de l'époque, Julius von Soden, pour déjouer une expédition de recherche du capitaine Richard Kund dans la région de Bakoko. En octobre 1888, il devient commissaire impérial pour la colonie allemande du Togo. En 1890, il reprend l'intérim du gouverneur du Kamerun et est lui-même nommé gouverneur en avril 1891. Zimmerer mise davantage sur la consolidation des finances de la colonie et sur un développement modéré des territoires déjà occupés que sur une expansion du territoire colonial. Cela entraîne notamment un conflit de longue durée avec l'explorateur Eugen Zintgraff qui, en accord avec le ministère des Affaires étrangères, a commencé à mettre en place un système de bases dans les prairies de l'ouest du Kamerun dès 1890. À la suite d'une mutinerie des soldats de la police (dite révolte du Dahomey), provoquée par son adjoint Heinrich Leist, mais dont Zimmerer, en tant que haut fonctionnaire de la colonie, est tenu pour coresponsable, Zimmerer est rappelé du Cameroun en 1893 et mis à la retraite provisoire le 20 juillet 1895 pour des raisons de santé.
En 1898, Zimmerer devient consul à Florianópolis (Brésil), en 1902 consul général à Valparaíso (Chili), en 1906 ministre résident à Port-au-Prince, depuis 1907 avec le titre et le rang d'envoyé extraordinaire et de ministre plénipotentiaire. Sous le 24 décembre 1910, il est mis à la retraite définitive à sa demande et s'installe à Francfort-sur-le-Main, où il meurt huit ans plus tard. Son corps est incinéré et ses cendres dispersées dans le Main.